# David Claypoole Johnston

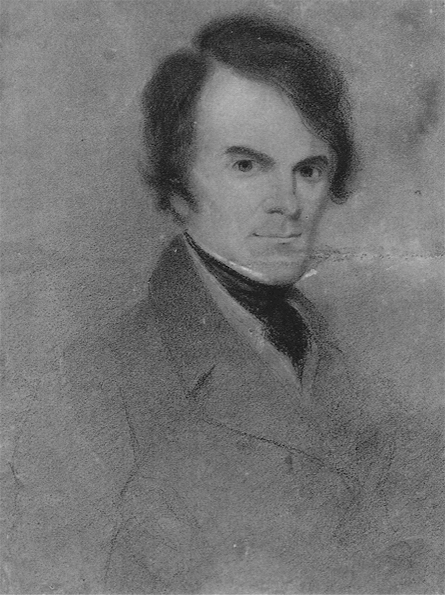
Selbstporträt, um 1830

David Claypoole Johnston (* 25. März 1798 in Philadelphia, Pennsylvania; † 8. November 1865 in Dorchester, Massachusetts) war ein US-amerikanischer Zeichner, Karikaturist, Illustrator, Maler und Schauspieler.

## Leben

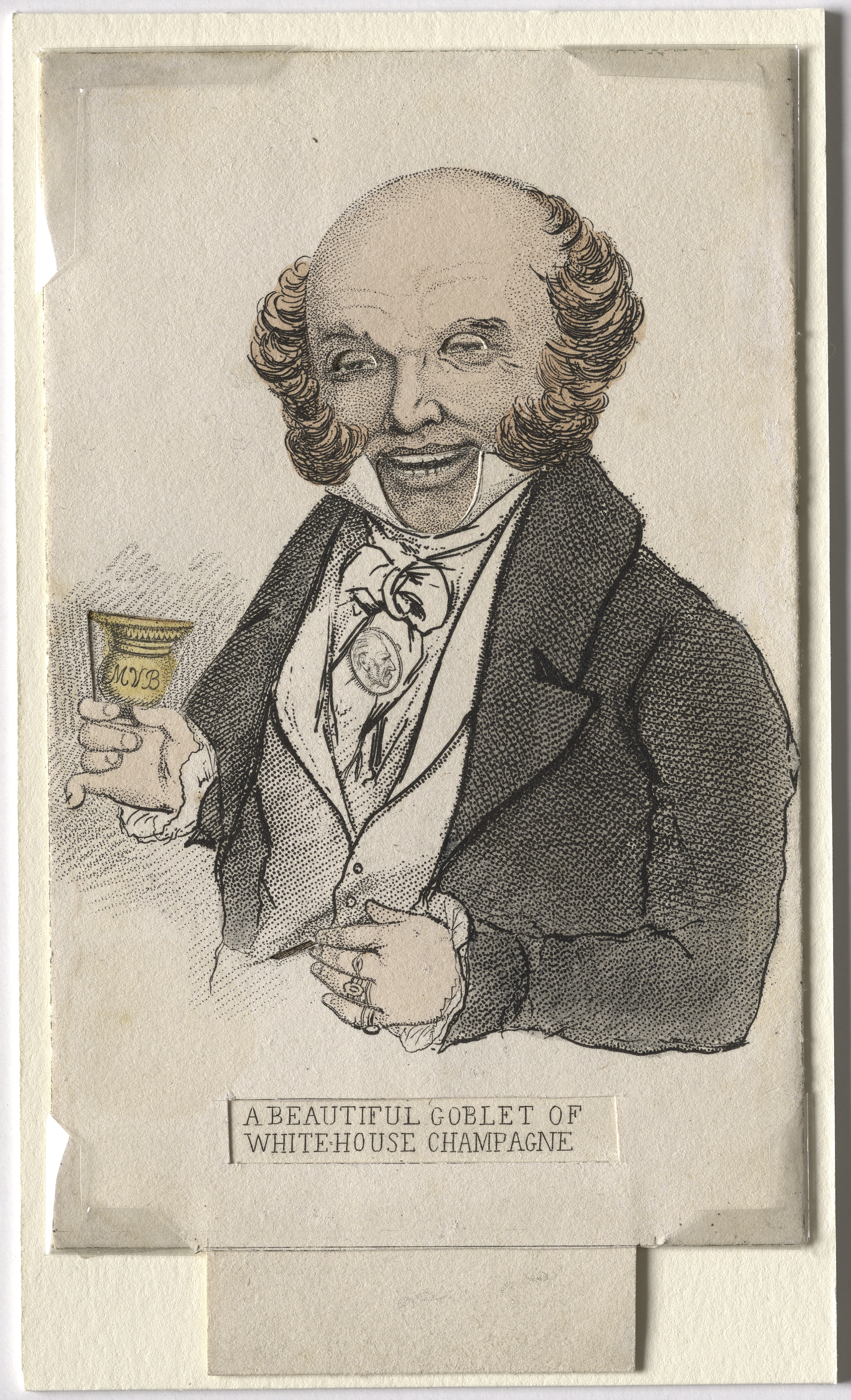
Martin Van Buren, or A Beautiful Goblet of White-House Champagne, Lithografie, 1840

Lola Coming! Lithografie, 1852

David Claypoole Johnston war der älteste Sohn des Buchhalters und Theaterfreunds William P. Johnston und dessen Ehefrau Charlotte Rowson, einer Schwägerin der Schriftstellerin Susanna Rowson und Tochter eines Theaterleiters in Boston. Johnston erlernte von 1815 bis 1819 das Handwerk eines Radierers, Kupferstechers und Lithografen bei Francis Kearney (1785–1837) in Philadelphia. Erste Erfolge hatte er mit eigenhändig radierten Karikaturen, in denen er bekannte Mitbürger aufs Korn nahm. Nachdem einige der ins Lächerliche Gezogenen Johnstons Verleger und Wiederverkäufer dazu gebracht hatten, den Vertrieb seiner Radierungen abzulehnen, nahm er ein Bühnenengagement an. 1821 debütierte er auf einer Bühne in Philadelphia, 1825 wurde er von einem Theater in Boston angestellt. Dort ließ er sich nach Ablauf der Spielzeit als Kupferstecher nieder.
Er stach Bildnisse in Linienmanier und schuf Buchillustrationen für Verleger in Boston. Von 1828 bis 1849 gab er Scraps heraus, neun Bände mit kleinen Karikatur-Vignetten des Alltags nach Vorbild der Scraps and Sketches von George Cruikshank. Auch malte und zeichnete er Landschaften und Genrestücke, die er auf der Jahresausstellungen des Boston Athenæum präsentierte. Die abolitionistische Botschaft seines Werks in den 1850er Jahren verstärkte sich zu einer harschen Ablehnung der Konföderierten Staaten von Amerika während des Sezessionskriegs. Ab 1850 konzentrierte er sich auf die Lehrtätigkeit für Malerei und Zeichnung, wobei er zwei der ersten Ausbildungsprogramme für kommerzielle Grafik in den Vereinigten Staaten begründete. Er nutzte verschiedene Pseudonyme und stilistische Variationen, so dass seine Arbeiten  teilweise schwer zuzuschreiben sind. Von Johnstons fünf Kindern erreichten der Porträtmaler Thomas Murphy Johnston (1834–1869), der Tiermaler John Bernard Johnston (1847–1886) und die Zeichnerin Sarah J. F. Johnston (1850–1925) Bekanntheit.